# Camí de les Esplanes
El Camí de les Esplanes és un camí del terme de Castell de Mur, Pallars Jussà, dins de l'antic terme de Guàrdia de Tremp.
Arrenca del Camí de la Via, al sud-est de la vila de Guàrdia de Noguera, al sud del Pont de la Via, des d'on surt cap al sud al principi, per després tòrcer cap al sud-oest i cap a l'oest. En uns 600 metres de recorregut arriba a la partida de les Esplanes, on enllaça amb altres camins rurals.